# Juristische Methodenlehre
Die Juristische Methodenlehre beschäftigt sich aus erkenntnistheoretischer Sicht mit der Begründung rechtlicher Entscheidungen.
Ausgangspunkt der juristischen Methode ist die Bindung des Richters an das Gesetz, wie sie im deutschen Recht in Art. 20 Abs. 3 des Grundgesetzes bestimmt ist, einem Element des materiellen Rechtsstaatsprinzips. Methodenfragen können allgemein als Verfassungsfragen qualifiziert werden.
Die juristische Methodenlehre erfüllt grundsätzlich verschiedene Funktionen. Sie stellt an das Recht den unbedingten Anspruch von Rationalität und Objektivität, was dazu verhilft, dass der Normanwender an eine einheitliche Methode der Rechtsgewinnung wie Rechtsauslegung gebunden werden kann. Eine weitere Aufgabe der Methodenlehre besteht darin, den Rechtsstoff zu systematisieren, um Komplexitäten reduzieren zu können und das umfangreiche Rechtsmaterial für den Rechtsanwender zudem beherrschbar zu machen. Weiter hat die juristische Methode auch eine Erkenntnisfunktion, denn erst die Festlegung zulässiger Methoden lässt eine Aussage darüber zu, ob das Ergebnis einer Rechtsgewinnung mit der Rechtsordnung übereinstimmt. Hiermit verwandt sind die Stabilisierungs- und die Kontrollfunktion der juristischen Methode, denn erst durch die Bindung aller Normanwender an eine einheitliche Methode kann das Ergebnis der Rechtsgewinnung bewertet und als methodengerecht oder nicht methodengerecht eingeordnet werden. Schließlich wird der Methode auch eine Funktion bei der europäischen Integration zugeschrieben, denn sie hat die Einwirkungen des Unionsrechts auf das nationale Recht zu erfassen.
Die juristische Fallbearbeitung im Unterricht an den Universitäten und in der Praxis bei den Gerichten und in den rechtsberatenden Berufen greift dazu einerseits auf Begriffe und Figuren zurück, wie sie von der Rechtsdogmatik herausgearbeitet worden sind, andererseits auf bestimmte Methoden der Rechtsanwendung und der juristischen Argumentation, die „durch möglichst stabile Auslegungsroutinen“ eine nachvollziehbare, das heißt rationale Begründung von Fallentscheidungen ermöglichen und erleichtern sollen. Hinzu tritt eine faktische Bindung an informelle Regeln – etwa die umstrittene „Folgenberücksichtigung“ – und praktische Aspekte, die als der „Habitus“ des Juristen bezeichnet worden sind.  Heute besteht Einigkeit darüber, dass die Rechtsanwendung in der Praxis nicht auf einem einfachen logischen Schlussverfahren beruht, sondern eine vielschichtige Argumentation anhand von unterschiedlichen Auslegungscanones erfordert.
Elemente der juristischen Methodenlehre sind die Ermittlung der Bedeutung von Rechtsnormen und Rechtsgeschäften durch die Auslegung ihrer Texte, die formallogische Subsumtionstechnik, der juristische Stil (Gutachtenstil, Urteilsstil), verschiedene juristische Argumentationstechniken (juristische Rhetorik, Topik) und die richterliche Rechtsfortbildung insbesondere durch das sogenannte Richterrecht.